# Jean-Baptiste Brabant
Pour les articles homonymes, voir Brabant.
Jean-Baptiste Brabant (Namur, 29 août 1802 - Namur, 4 avril 1872) est un homme politique de tendance catholique.

## Biographie
Jean-Baptiste Brabant a été le premier bourgmestre de Namur, après l'indépendance de la Belgique en 1830.

## Fonctions politiques
- Bourgmestre de Namur de 1830 à 1838.
- Membre du Congrès de 1830-1831.
- Député de la Chambre des représentants (1831-1848)